# Rigel (cohete)
El Rigel fue un cohete sonda argentino fabricado en 1969, de dos etapas. La primera etapa la constituía un cohete Canopus y la segunda un Orion II.
Fue manufacturado por IIAE (Instituto de Investigaciones Aeroespaciales). Efectuó 21 lanzamientos desde CELPA Chamical, con un fallo, dejando un promedio de éxitos de 95,24 %.

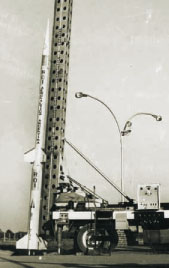
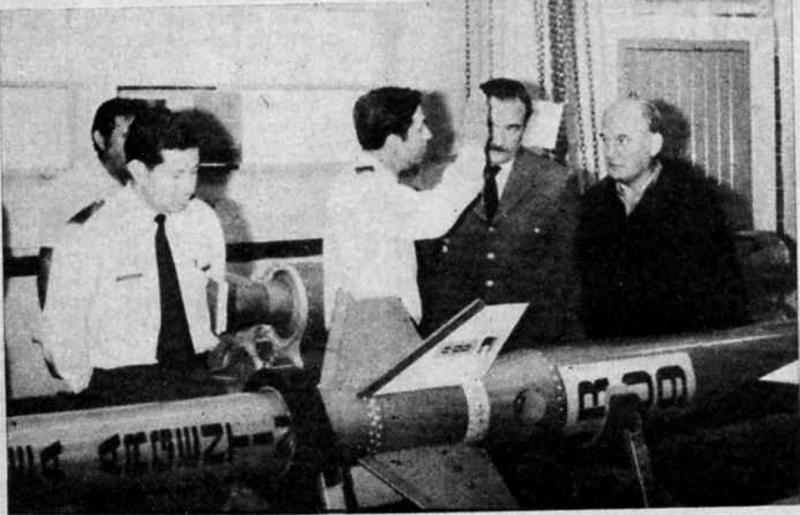